# Leucopogon flexifolius
Leucopogon flexifolius är en ljungväxtart som beskrevs av Robert Brown. Leucopogon flexifolius ingår i släktet Leucopogon och familjen ljungväxter. Inga underarter finns listade i Catalogue of Life.